# Диас: Не вытирайте эту кровь
«Диас: Не вытирайте эту кровь» или «Школа „Диас“» (англ. Diaz: Don't Clean Up This Blood) — кинофильм режиссёра Даниэле Викари, вышедший на экраны в 2012 году. Лента рассказывает о событиях печально известной операции в школе «Диас».

## Сюжет
21 июля 2001 года, последний день саммита Большой восьмерки в Генуе. Школа «Диас» — временное прибежище для представителей антиглобалистских организаций, участников Генуэзского социального форума (Genoa Social Forum) и протестующих против саммита; здесь же оказывается несколько журналистов и просто людей, которым надо где-то переночевать. Около полуночи несколько сотен полицейских врывается в школу под предлогом облавы на анархистов-террористов. Начинается массовое избиение…
Фильм, основанный на показаниях очевидцев и данных судебного расследования, показывает события с точки зрения как полицейских, так и демонстрантов.

## В ролях
- Клаудио Сантамария — Макс Фламини
- Дженнифер Ульрих — Альма Кох
- Элио Германо — Лука Гуальтьери
- Давиде Якопини — Марко
- Ральф Амуссу — Этьен
- Фабрицио Ронджоне — Ник Янссен
- Ренато Скарпа — Ансельмо Витали
- Роландо Равелло — Родольфо Серпьери

## Награды и номинации
- 2012 — второй приз зрительских симпатий программы «Панорама» на Берлинском кинофестивале.
- 2012 — три премии «Серебряная лента» Итальянского национального синдиката киножурналистов: лучший продюсер (Доменико Прокаччи), лучший монтаж (Бенни Атриа), лучший звук (Ремо Уголинелли, Алессандро Пальмерини). Кроме того, лента получила 4 номинации.
- 2013 — четыре премии «Давид ди Донателло»: лучший продюсер (Доменико Прокаччи), лучший монтаж (Бенни Атриа), лучший звук (Ремо Уголинелли, Алессандро Пальмерини), лучшие визуальные эффекты (Марио Дзанот). Кроме того, фильм был номинирован в 9 категориях: лучший фильм (Доменико Прокаччи, Даниэле Викари), лучший режиссёр (Даниэле Викари), лучший актёр второго плана (Клаудио Сантамария), лучшая операторская работа (Герардо Госси), лучшая музыка (Техо Теардо), лучшая работа художника (Марта Маффуччи), лучшие костюмы (Роберта Векки, Франческа Векки), лучший грим (Марио Микисанти), лучшая работа парикмахеров и стилистов (Джорджо Грегорини).